# Cacajao
Khỉ Uakari, tên khoa học Cacajao, là một chi động vật có vú trong họ Pitheciidae, bộ Linh trưởng. Chi này được Lesson miêu tả năm 1840. Loài điển hình của chi này là Simia melanocephalus Humboldt, 1812.

## Các loài
Chi này gồm các loài:
- Cacajao calvus - Khỉ uakari đỏ
  -     - Cacajao calvus calvus
    - Cacajao calvus ucayalii
    - Cacajao calvus rubicundus
    - Cacajao calvus novaesi
- Cacajao melanocephalus - Khỉ uakari gáy vàng
- Cacajao ayresi* - Khỉ uakari Aracá
- Cacajao hosomi* - Khỉ uakari Neblina

*Newly described species.

## Hình ảnh

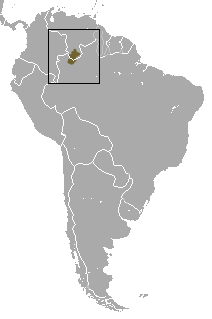